# Ludwig Weber (Pilot)
Ludwig Weber (* 31. Oktober 1895 in Freiburg im Breisgau; † 1991 in Beinwil am See, Schweiz) war  ein deutscher Pilot und Konstrukteur von Autos, Motorrädern und Flugzeugen. Er war Jagdpilot im Ersten Weltkrieg, Ingenieur und Pilot bei der Firma Junkers, persönlicher Pilot des Kaisers Haile Selassie von Äthiopien, Fluglehrer der portugiesischen Luftstreitkräfte und Leiter der brasilianischen Verkehrsgesellschaft Viação Aérea São Paulo (VASP). Er war der Fluglehrer von Hermann Frommherz und Hermann Göring und baute das erste Flugzeug Äthiopiens.
Ludwig Weber baute 1920–1928 in Freiburg im Breisgau Autos und Motorräder. Die Fahrzeuge trugen den Namen LuWe, wobei das Hauptaugenmerk auf dem Sektor der Motorräder lag, da Ludwig mit den Automobilen fast in den Ruin getrieben wurde. Die Motorräder wurde bis 1933 unter Lizenz von verschiedenen Personen und Firmen weitergebaut.

## Laufbahn
Ludwig Weber war von November 1916 bis November 1917 Jagdflieger in der Jagdstaffel 3 (Jasta 3) und flog eine Albatros D.II, Albatros D.V usw. Er wurde zweimal abgeschossen und diente ab dem 17. November 1917 kurz als Fluglehrer in der Jagdstaffelschule I. In der Kampfeinsitzerstaffel 4b (Kest 4b), als Heimatschutzstaffel in Freiburg im Breisgau eingesetzt, erlebte er das Kriegsende.
Von 1925 bis 1928 war er Pilot eines Dietrich-Gobiet-Flugzeuges in Freiburg, unter anderem war er auch Chefpilot der Luftverkehrsgesellschaft Schwarzwald GmbH. Am 1. Juni 1928 wurde er von der Firma Junkers als Ingenieur und Pilot berufen.
1933 ging er im Auftrag der Firma nach Addis Abeba, um eine verunfallte JU W33 C wieder herzurichten. Der Kaiser Haile Selassie bot ihm den Posten als Privatpilot und Konstrukteur an um die Luftfahrt in Äthiopien mit einem eigenen äthiopischen Flugzeug zu etablieren. Er baute nach eigenen Plänen das Flugzeug AETHIOPIEN I (er verwendete Teile einer Meindl van Nes A VII (M7) für eine komplett neue Konstruktion) und flog dieses zum ersten Mal 1935. Dieses Flugzeug wurde in Einzelteilen nach Addis Abeba verfrachtet und dort von Ludwig Weber modifiziert und zusammengebaut. Zwei weitere Flugzeuge waren geplant, allerdings bedeutete die italienische Invasion im Oktober 1935 das Ende der Zusammenarbeit. Weber und seine Mannschaft flohen 1936 vor den vorrückenden italienischen Truppen mit der 1933 reparierten JU W 33 C.
Im selben Jahr ging Weber nach Portugal, um die dortige Luftwaffe an dem Flugzeug Junkers Ju 52/3m und später an der Junkers Ju 86 auszubilden. Im Frühjahr 1939 wurde er Leiter der neu gegründeten brasilianischen Verkehrsgesellschaft Viação Aérea São Paulo (VASP). In Brasilien heiratete er, vermutlich 1943, die Schweizerin Frieda Heuri, die er zuvor in Portugal kennenlernte. Er beendete seine aktive Pilotenlaufbahn 1949 in São Paulo.
Seit 1967 lebte das Paar Weber-Heuri in Beinwil am See in der Schweiz, wo Weber 1991 starb. Der Grabstein auf seinem Urnengrab trägt die Inschrift: Ludwig Weber-Heuri, 1895–1991. Darunter das Logo 'Alter Adler'.